# Microserfs
Microserfs (titre original : Microserfs), publié par Harper Collins en 1995, est un roman de Douglas Coupland. Ce fut d'abord une nouvelle dans l'édition de janvier 1994 du magazine Wired, puis elle fut complétée en tant que roman.

## Le titre
Le titre est un jeu de mots entre Microsoft et le terme serf, le niveau le plus bas de la société féodale. En effet, la majorité des protagonistes sont des employés de cette société, et finissent par se sentir corvéables à merci.

## Le livre
L'action se situe au début des années 1990, et relate la vie de collègues et d'amis dans l'industrie du logiciel, ainsi que les répercussions de leur travail sur leurs relations et leur vie de tous les jours. Coupland aborde là la remise en question de l'informaticien qui se donne corps et âme à son travail et qui se demande, un jour, si cela en vaut la peine.
En plus de l'histoire des protagonistes, ce roman présente avec une justesse indéniable le monde de l'informatique de l'époque, les différents types de personnes qui travaillent dans ce milieu, et aborde le phénomène naissant (à l'époque) des startup.
Le roman est du style épistolaire, se présentant sous la forme d'entrées dans le journal électronique du narrateur. À cause de cela et de l'utilisation d'émoticones, ce roman rappelle un peu les blogs modernes, bien qu'il décrive une époque où Internet était bien moins répandu qu'aujourd'hui.
Douglas Coupland inonde son livre de références, que ce soit les dessins animés de Walt Disney ou de la Warner, les piliers de la science-fictions que sont Star Trek et Star Wars, les jeux vidéo comme Tetris, ou encore le Lego. Il se livre aussi à quelques expériences artistiques - techniques - littéraires, telles que ces deux pages en code binaire, ces exercices d'associations d'idées où des mots sont jetés sur une page, ou encore la séparation d'un texte en voyelles d'un côté et consonnes de l'autre.
Son roman jpod, dix ans plus tard, peut être vu comme la suite spirituelle de Microserfs.